# 6 соток
«6 соток» — український пізнавальний телеканал, про дачу.

## Історія
18 листопада 2021 року Національна рада України з питань телебачення і радіомовлення видала ліцензію на мовлення кабельне за технологією OTT.
Мовлення телеканалу розпочалося 24 січня 2022 року.

## Програми
- Ваш сад
- Вечірка в саду
- Власний сад
- Город перемоги
- Зроби сам
- Квітучий дім
- Ідеї ремонту
- Магія рослин
- Мисливці за смаками
- Прикраси. Нове життя
- Сади Олівії
- Садівництво по-новому